# Pjesme iz Crne Gore
{{Без извора|датум=7. 2019}
Pjesme iz Crne Gore je album pevačice Merime Njegomir sa crnogorskim pesmama, devetnaesti studijski album u njenoj karijeri i drugi koji je objavljen 2005. godine. Objavljen je u izdanju diskografske kuće Goraton.

## Pesme na albumu
| Br. | Naziv pesme                     |
| --- | ------------------------------- |
| 1.  | Ivanova korita                  |
| 2.  | Šetajući pored Ljubovića        |
| 3.  | Svi mi kažu da moj dragi pije   |
| 4.  | Ogrijala mesečina               |
| 5.  | Kiša pada, trava raste          |
| 6.  | Je li kome, kano srcu mome      |
| 7.  | Sedam dana, sedam noći          |
| 8.  | Poleće soko sa vite jele        |
| 9.  | Aj, ja prošetah šefteli sokakom |
| 10. | Sitna knjiga na žalosti         |
| 11. | Avuša sadi vinograd             |
| 12. | Sanak me mori                   |
| 13. | Šetala sam gore dolje           |

## Informacije
- Veliki narodni orkestar pod upravom Ljubiše Pavkovića
- Sve su izvorne pesme, osim pesme „Ivanova korita”, čiji je autor Milutin Popović Zahar

## Spoljašnje veze
- Informacije o albumu na discogs.com